# 嚴秀峰

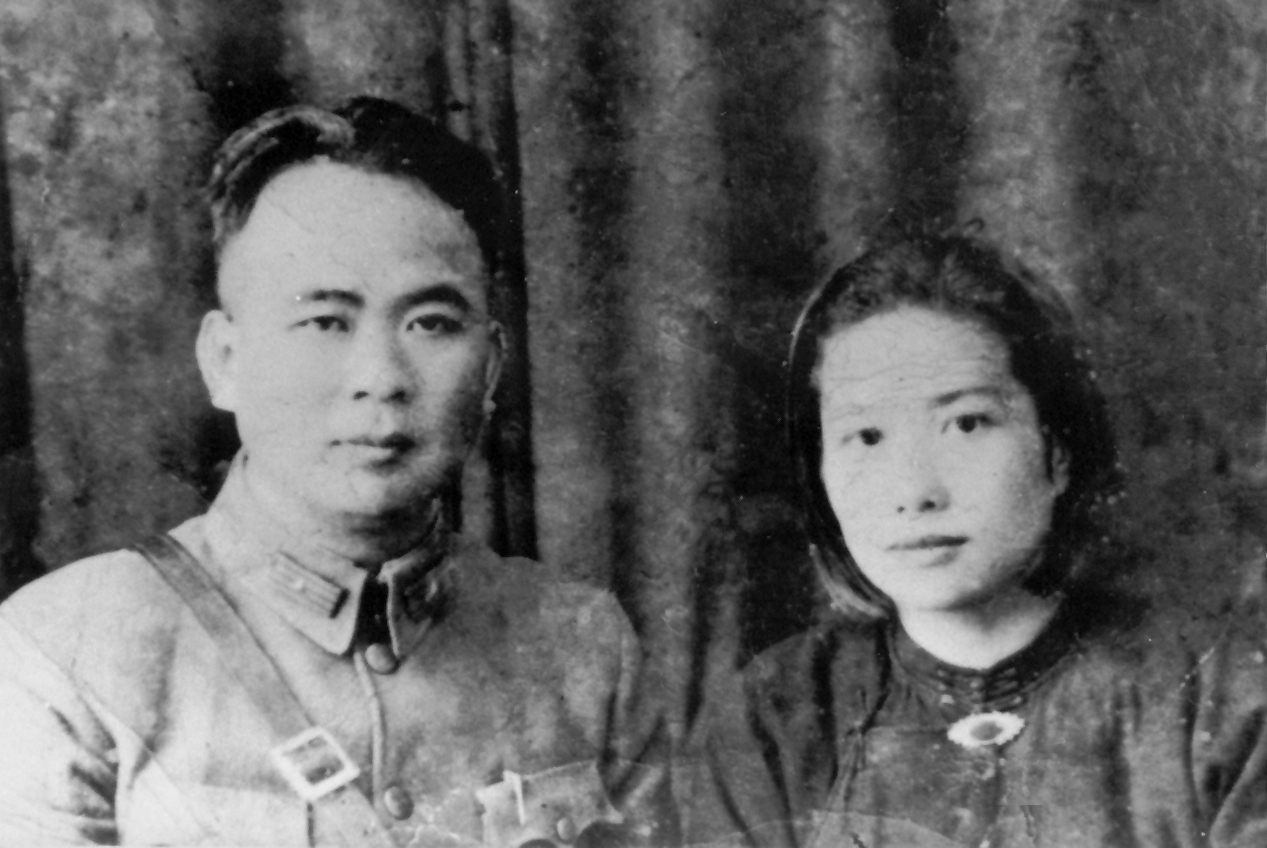
李友邦與嚴秀峰，1940年代。

嚴秀峰（1921年—2015年6月14日），又名李嚴秀峰，是一位出身杭州的抗日志士及臺灣白色恐怖受難者。她的丈夫是李友邦。她曾致力於推動保存蘆洲李宅。

## 生平

### 早年生活
1921年，嚴秀峰出生於中國杭州市一個絲綢商家庭。
中國抗日戰爭發生後，嚴秀峰在父親同意下前往杭州富陽縣加入浙江省國民抗敵自衛總團第一支隊。
1939年3月22日，嚴秀峰自願接受司令趙龍文徵召，前往東洲沙島保衛戰役富陽富春江戰場前線遞送機密文件；隨後，她將自殺藥丸及密函藏在懷中並穿越作戰現場，最終在東洲沙島上將文件送至第七中隊隊長何惠民手中。後來，嚴秀峰也因此與李友邦在浙江金華結識。
1941年5月10日，嚴秀峰與李友邦在浙江省衢州縣舉行婚禮。

### 定居臺灣
1945年，李嚴秀峰隨李友邦前往臺灣，並在三民主義青年團領導婦女運動事務。
二二八事變發生後，李友邦遭部分三民主義青年團成員牽連並於隨後被押解至南京；雖然已經懷孕，李嚴秀峰在了解事態後隨即趕往南京拜見蔣經國，並向其說明分析該事件之因果關係，又要求其還予清白公道。
隨後，李友邦被釋放，夫妻倆前往上海、杭州，再回到臺灣。
1949年前後，李嚴秀峰遭一中國共產黨間諜牽連，被以「知匪不報」罪名判刑10年，後又被蔣介石追加5年刑期。
1952年，李友邦遭朱諶之等牽連，並因其左傾經歷被定以「參加匪幫、掩護匪諜、意圖非法顛覆政府」罪名，復於同年4月22日被押至新店郊區槍決。

### 晚年生活
1965年，嚴秀峰出獄；此後，她從事女紅、養鴨、賣菜等工作，撫養五名子女，並創辦「世界翻譯社」。
1983年起，嚴秀峰在友人協助下致力於為李友邦平反，並向蔣經國陳情，又與蘆洲李氏家族族人推動將土地市值已漲高的李友邦故居蘆洲李宅申列古蹟並捐予國家，以使族人共同記憶不因都市開發而消失。
1985年，蘆洲李宅被列為三級古蹟，成為中華民國第一個私有民宅登錄文化資產的案例；隨後，李嚴秀峰開始推動成立財團法人蘆洲李宅古蹟維護文教基金會，以集結家族力量及專家意見進行營運管理。
2006年，「蘆洲李宅古蹟─李友邦將軍紀念館」正式對外開放。
2015年6月14日上午，嚴秀峰於中和區住處逝世。

### 致力和平統一
解嚴後社會氣氛改變，自1992年起嚴秀峰即開始致力於為李友邦將軍平反，並有中共及台盟高層來台訪問嚴秀峰，邀請參與抗戰紀念座談會等活動。
嚴秀峰曾兩次赴北京參加紀念中國人民抗日戰爭勝利50周年與60周年的座談會，追思丈夫及其他抗日先烈。在座談會上曾說：『盼有生之年，在兩岸同胞共同努力下，早日實現祖國的和平統一。這是我的心願，也是包括李友邦將軍在內的台灣鄉親的共同心願。』。其子李力群接續父母遺志，持續參與及推動兩岸和平統一。
2015年6月14日嚴秀峰過世，台盟弔唁電文：「嚴秀峰女士生前與臺盟保持著良好的聯繫，她的愛國心，祖國情，都將為我們銘記，並激勵我們為實現祖國統一不懈奮鬥。」

## 家庭
嚴秀峰與李友邦育有李力群等五名子女。

## 語錄
- 「相逢沙場、烽火雙鴛情難忘，怎堪半生魂縈夢繫；死別冤獄、囹圄孤雁理未明，豈任一世枉屈謗沉。」[2]

## 外部鏈結
- 嚴秀峰女士訪問紀錄（页面存档备份，存于）
- 一個女兵參加抗戰的故事 - 蘆洲李宅古蹟李友邦將軍紀念館（页面存档备份，存于）
- 不老的女兵--嚴秀峰3-2 - YouTube

## 相關作品

### 傳記文學
- 楊渡. 《紅雲：嚴秀峰傳》. 南方家園. 2011.[11]